# Johnny (ca sĩ)
Seo Young-ho hay John Jun Suh (sinh ngày 9 tháng 2 năm 1995), thường được biết đến với nghệ danh Johnny, là một ca sĩ người Mỹ gốc Hàn Quốc, thành viên của nhóm nhạc nam NCT cũng như nhóm nhỏ NCT 127

## Sự nghiệp
Tháng 3 năm 2016, Johnny xuất hiện trong bài hát "Nightmare" thuộc dự án âm nhạc SM Station của SM Entertainment. Tháng 7 năm 2016, Johnny ra mắt với tư cách thành viên nhóm nhỏ thứ hai của NCT, NCT 127. Tháng 3 năm 2017, Johnny và thành viên cùng nhóm Jaehyun bắt đầu dẫn chương trình cho NCT's Night Night, chương trình phát thanh mới của Power FM. Anh cũng tham gia mùa 2 của chương trình truyền hình thực tế Lipstick Prince trên kênh OnStyle.

## Danh sách đĩa nhạc

### Đĩa đơn
| Tên                                                                                         | Năm      | Thứ hạng cao nhất | Thứ hạng cao nhất | Doanh số | Album                         |          |          |
| Tên                                                                                         | Năm      | HQ Gaon           | Mỹ World          | Doanh số | Album                         |          |          |
| Cộng tác                                                                                    | Cộng tác | Cộng tác          | Cộng tác          | Cộng tác | Cộng tác                      | Cộng tác | Cộng tác |
| ------------------------------------------------------------------------------------------- | -------- | ----------------- | ----------------- | -------- | ----------------------------- | -------- | -------- |
| "Nightmare" (với Yoon Do-hyun, Reddy, G2 và INLAYER)                                        | 2016     | —                 | —                 | —        | Đĩa đơn không nằm trong album |          |          |
| "—" cho biết bài hát không lọt vào bảng xếp hạng hoặc không được phát hành tại khu vực này. |          |                   |                   |          |                               |          |          |

## Danh sách phim

### Chương trình truyền hình
| Tên             | Năm  | Kênh    | Ghi chú | Chú thích |
| --------------- | ---- | ------- | ------- | --------- |
| Lipstick Prince | 2017 | OnStyle | Mùa 2   | [ 3 ]     |